# Flaignes-Havys
Flaignes-Havys är en kommun i departementet Ardennes i regionen Grand Est (tidigare regionen Champagne-Ardenne) i nordöstra Frankrike. Kommunen ligger  i kantonen Rumigny som ligger i arrondissementet Charleville-Mézières. År 2022 hade Flaignes-Havys 92 invånare.

## Befolkningsutveckling
Antalet invånare i kommunen Flaignes-Havys
Referens: INSEE